# Gleneagles (cheval)
Gleaneagles, né en 2014, est un cheval de course irlandais entrainé par Aidan O'Brien pour l'écurie Coolmore, élu 2 ans européen de l'année en 2014.

## Carrière
Né tôt dans la pourpre, Gleneagles se manque quelque peu pour ses débuts dans un maiden à Leopardstown en juin. Il corrige le tir rapidement, puis s'adjuge un premier groupe en juillet à Leopardstown, enchaîne avec les Futurity Stakes et trouve la consécration dans les National Stakes. Plutôt que viser les Dewhurst Stakes, comme le font la souvent les meilleurs 2 ans britanniques et irlandais, il grimpe sur le mile et s'aligne en France dans le Prix Jean-Luc Lagardère. Deuxième favori de la course après l'Anglais The Wow Signal, qui a remporté le Prix Morny, c'est pourtant lui qui s'impose sur la piste, non sans pencher sur sa droite dans la lutte finale, et en gênant les Français Full Mast et Territories. Les commissaires décident de le rétrograder sur tapis vert à la troisième place, mais cette péripétie ne l'empêche pas d'être élu meilleur 2 ans européen, et favori des classiques de printemps.   
Comme souvent avec les jeunes étoiles de Coolmore, pas de course de rentrée, pas de préparatoire avant le premier classique de la saison : désormais associé à Ryan Moore, Gleneagles rentre directement dans les 2000 Guinées, dont il est le grand favori, et s'impose nettement, cette fois sans contestation devant Territories. Le poulain semble inarrêtable. Trois semaines plus tard, on ne lui résiste pas davantage dans les 2000 Guinées irlandaises. Il ne lui reste plus qu'à affronter le Français Make Believe, vainqueur de la Poule d'Essai des Poulains, pour assoir son titre de numéro 1 des 3 ans sur le mile. La rencontre a lieu dans les St. James's Palace Stakes et il n'y a pas de match : Gleneagles s'impose facilement tandis que son challenger français se montre inexistant. À l'issue de la course, Aidan O'Brien déclare que son protégé est le "meilleur cheval de son écurie et le miler qu'il ait jamais eu". Une déclaration qui peut faire sourire tant le maître-entraîneur est coutumier des emportements annuel (chaque année ou presque, il sort "le meilleur cheval qu'il ait jamais eu"), mais qui venant de celui qui possède le plus riche palmarès de l'histoire des courses et a eu sous sa responsabilité des milers tels que Rock of Gibraltar, Henrythenavigator ou Mastercraftsman, incite à la considération.     
Las, le succès à Ascot de Gleneagles qui, s'il n'avait pas été rétrogradé dans le Lagardère, en serait à sa huitième victoire consécutive et son cinquième groupe 1 d'affilée, sera le dernier de sa carrière.  Alors qu'il doit affronter le champion français Solow dans les Sussex Stakes, il renonce à cause d'un terrain jugé trop souple. Et tout l'été il fuit les terrains profonds, qu'il déteste, renonçant aux International Stakes (où il doit affronter le champion Golden Horn) et aux Irish Champion Stakes (où l'attendent encore Golden Horn et Found). On le retrouve en octobre dans les Queen Elizabeth II Stakes et le match contre Solow peut enfin avoir lieu. Mais il n'a pas lieu : Gleneagles sombre et termine sixième à 3 longueurs du champion de Freddy Head. O'Brien s'en veut d'avoir couru sur une piste indisposant son poulain, et vise désormais la Breeders' Cup Classic, avec la perspective d'affronter le crack américain American Pharoah, devenu au printemps le douzième détenteur de la Triple Couronne des courses américaines, exploit qui n'avait pas été réalisé depuis Affirmed en 1978. Mais Gleneagles ne s'est jamais produit sur le dirt, la surface reine aux États-Unis. Et, pas plus que les terrains assouplis d'Angleterre et d'Irlande, la poussière du Kentucky ne lui sied : Gleneagles se contente de suivre, sans jamais développer son action, et termine dernier à des années-lumière d'American Pharoah. Il se retire sur cette déconvenue.     

### Résumé de carrière
| Date         | Hippodrome   | Pays        | Course                    | Statut      | Distance    | Jockey          | Place          | Écart       | Vainqueur ou deuxième |
| 2014, 2 ans  | 2014, 2 ans  | 2014, 2 ans | 2014, 2 ans               | 2014, 2 ans | 2014, 2 ans | 2014, 2 ans     | 2014, 2 ans    | 2014, 2 ans | 2014, 2 ans           |
| ------------ | ------------ | ----------- | ------------------------- | ----------- | ----------- | --------------- | -------------- | ----------- | --------------------- |
| 6 juin       | Leopardstown | Irlande     | Maiden                    |             | 1 400 m     | Colm O'Donoghue | 4e / 10        | 3 ¼         | Convergence           |
| 29 juin      | Curragh      | Irlande     | Maiden                    |             | 1 400 m     | Joseph O'Brien  | 1er / 11       | 2 ½         | Stevie's Wonder       |
| 24 juillet   | Leopardstown | Irlande     | Tyros Stakes              | Gr. 3       | 1 400 m     | Joseph O'Brien  | 1er / 3        | 3/4         | Tombelaine            |
| 24 août      | Curragh      | Irlande     | Futurity Stakes           | Gr. 2       | 1 400 m     | Joseph O'Brien  | 1er / 5        | 3/4         | Vert de Greece        |
| 14 septembre | Curragh      | Irlande     | National Stakes           | Gr. 1       | 1 400 m     | Joseph O'Brien  | 1er / 5        | 3/4         | Toscanini             |
| 5 octobre    | Longchamp    | France      | Prix Jean-Luc Lagardère   | Gr. 1       | 1 600 m     | Joseph O'Brien  | 3e (1er rétr.) | (1/2)       | (Full Mast)           |
| 2015, 3 ans  |              |             |                           |             |             |                 |                |             |                       |
| 2 mai        | Newmarket    | Royaume-Uni | 2000 Guineas              | Gr. 1       | 1 600 m     | R. Moore        | 1er / 18       | 2 ¼         | Territories           |
| 23 mai       | Curragh      | Irlande     | Irish 2000 Guineas        | Gr. 1       | 1 600 m     | R. Moore        | 1er / 11       | 3/4         | Endless Drama         |
| 16 juin      | Ascot        | Royaume-Uni | St. James's Palace Stakes | Gr. 1       | 1 600 m     | R. Moore        | 1er / 5        | 2 ½         | Latharnach            |
| 17 octobre   | Ascot        | Royaume-Uni | Queen Elizabeth II Stakes | Gr. 1       | 1 600 m     | R. Moore        | 6e / 9         | 3           | Solow                 |
| 31 octobre   | Keeneland    | États-Unis  | Breeders' Cup Classic     | Gr. 1       | 2 000 m     | R. Moore        | 8e / 8         | 25          | American Pharoah      |

## Au haras
Retiré à Coolmore et très attendu pour ses débuts d'étalon, Gleneagles est proposé à 60 000 € la saillie, un tarif élevé mais conforme au palmarès et au pedigree du champion. Ce prix sera divisé par quatre au fur et à mesure des années (40 000 € en 2017, 25 000 € en 2021, 15 000 € l'année suivante), pourtant le fils de Galileo se montre un étalon très utile, revendiquant une production homogène. Parmi ses meilleurs produits, citons (avec le père de mères entre parenthèses) : 
- Calandagan (Sinndar) : Grand Prix de Saint-Cloud, King George VI & Queen Elizabeth Stakes, 2e International Stakes, Champion Stakes, Dubaï Sheema Classic, Coronation Cup.
- Highland Chief (Montjeu) : Man o'War Stakes.
- Loving Dream (Danehill Dancer) : Prix de Royallieu.
- Palladium (Anabaa) : Derby Allemand.

## Origines
Gleneagles est l'un des multiples champions issus de l'incomparable Galileo, l'étalon aux 100 vainqueurs de groupe 1, un record absolu. Son origine maternelle est exceptionnelle. Sa mère, You'resothrilling, a remporté les Cherry Hinton Stakes (Gr.2) et pris le premier accessit des Albany Stakes (Gr.3) à 2 ans, mais surtout elle est devenue une fabuleuse poulinière dont chacun des huit produits (tous par Galileo, qui fut son unique fiancé) s'est signalé au plus haut niveau. Et les quatre vainqueurs de groupe 1 qu'elle a engendrés en font l'égale des grandes Fall Aspen, Dahlia, Darara, Urban Sea et Toussaud. Outre Gleneagles, elle est la mère de :     
- Happily - Moyglare Stud Stakes, Prix Jean-Luc Lagardère, Silver Flash Stakes (Gr.3). 2e Debutante Stakes (Gr.3). 3e 1000 Guinées. Meilleure 2 ans en Europe (2017).
- Marvellous - 1000 Guinées Irlandaises.
- Joan of Arc - Prix de Diane, Irish 1000 Guineas Trial (Gr.3). 2e 1000 Guinées irlandaises.
- Coolmore - C.L. Weld Park Stakes (Gr.3), 3e Belmont Oaks Invitational Stakes (Gr.1).
- Taj Mahal - Sandown Classic (Gr.2), 2e Secretariat Stakes (Gr.1), 3e Killavullan Stakes (Gr.3)
- Vatican City - 2e 2000 Guinées Irlandaises.
- Toy - 2e Irish Oaks.

You'resothrilling n'est autre que la propre sœur du crack et grand étalon Giant's Causeway, vainqueur de six groupe 1, cheval de l'année en Europe en 2000 et trois fois tête de liste des étalons américains. Leur mère, Mariah's Storm, est une sorte de célébrité depuis que Dreamer, un film de John Gatins, s'est inspiré de son histoire. Principal espoir de son écurie pour disputer la Breeders' Cup Juvenile Fillies, elle se fractura un antérieur dans les Alcibiades Stakes, un groupe 2 disputé à Keenland. Malgré cette blessure grave, habituellement rédhibitoire et synonyme de fin de carrière, son entourage décida de soigner la pouliche et de la conserver à l'entraînement. Pari risqué mais réussi, puisque la fille de Rahy fit son retour sur les pistes un an après son accident, pour s'imposer dans plusieurs courses de groupe, et parvenir, comme son entourage en rêvait, à s'aligner au départ de la Breeders' Cup Distaff, où elle termina 9e. Mariah's Storm a remarquablement réussi sa conversion comme poulinière, traçant au haras grâce à une descendance exceptionnelle où l'on trouve, outre Giant's Causeway et You'resothrilling :
- Tumblebrutus (Storm Cat) - 2e Futurity Stakes (Gr.2)
- Tiger Dance (Storm Cat) - 3e Minstrel Stakes (Gr.3)
- Love Me Only (Sadler's Wells), mère de
  - Storm The Stars (Sea The Stars) - Great Voltigeur Stakes (Gr.2), 2e Irish Derby, Chester Vase (Gr.3), 3e Derby, Grand Prix de Paris.
- Hanky Panky (Galileo) - 3e Ballyogan Stakes (Gr.3).
- Pearling (Storm Cat), mère de :
  - Decorated Knight (Galileo) - Tattersalls Gold Cup, Irish Champion Stakes, Jebel Hatta Stakes (Gr.1), Meld Stakes (Gr.3), 2e Prince of Wales's Stakes, Diomed Stakes (Gr.3), 3e Joel Stakes (Gr.2).
- Butterflies (Galileo) - 2e Munster Oaks (Gr.3).
- Fabulous (Galileo), mère de :
  - Above The Curve (American Pharoah) : Prix Saint-Alary, Blandford Stakes (Gr.2), Prix Corrida, 2e Nassau Stakes, 3e Prix de l'Opéra, Pretty Polly Stakes, Prix Jean Romanet.

### Pedigree
| Origines de Gleneagles (IRE), mâle bai né en 2012 | Origines de Gleneagles (IRE), mâle bai né en 2012 | Origines de Gleneagles (IRE), mâle bai né en 2012 | Origines de Gleneagles (IRE), mâle bai né en 2012 |
| ------------------------------------------------- | ------------------------------------------------- | ------------------------------------------------- | ------------------------------------------------- |
| Père Galileo 1998                                 | Sadler's Wells 1981                               | Northern Dancer 1961                              | Nearctic                                          |
| Père Galileo 1998                                 | Sadler's Wells 1981                               | Northern Dancer 1961                              | Natalma                                           |
| Père Galileo 1998                                 | Sadler's Wells 1981                               | Fairy Bridge 1975                                 | Bold Reason                                       |
| Père Galileo 1998                                 | Sadler's Wells 1981                               | Fairy Bridge 1975                                 | Special                                           |
| Père Galileo 1998                                 | Urban Sea 1989                                    | Miswaki 1978                                      | Mr. Prospector                                    |
| Père Galileo 1998                                 | Urban Sea 1989                                    | Miswaki 1978                                      | Hopespringseternal                                |
| Père Galileo 1998                                 | Urban Sea 1989                                    | Allegretta 1978                                   | Lombard                                           |
| Père Galileo 1998                                 | Urban Sea 1989                                    | Allegretta 1978                                   | Anatevka                                          |
| Mère You'resothrilling 2005                       | Storm Cat 1983                                    | Storm Bird 1978                                   | Northern Dancer                                   |
| Mère You'resothrilling 2005                       | Storm Cat 1983                                    | Storm Bird 1978                                   | South Ocean                                       |
| Mère You'resothrilling 2005                       | Storm Cat 1983                                    | Terlingua 1976                                    | Secretariat                                       |
| Mère You'resothrilling 2005                       | Storm Cat 1983                                    | Terlingua 1976                                    | Crimson Saint                                     |
| Mère You'resothrilling 2005                       | Mariah's Storm 1991                               | Rahy 1985                                         | Blushing Groom                                    |
| Mère You'resothrilling 2005                       | Mariah's Storm 1991                               | Rahy 1985                                         | Glorious Song                                     |
| Mère You'resothrilling 2005                       | Mariah's Storm 1991                               | Immense 1979                                      | Roberto                                           |
| Mère You'resothrilling 2005                       | Mariah's Storm 1991                               | Immense 1979                                      | Imsodear (famille 11)                             |